# ده سفید کانسرخ
ده سفیدکانسرخ، روستایی از توابع بخش مرکزی شهرستان الیگودرز در استان لرستان ایران است.

## جمعیت
این روستا در دهستان پاچه لک شرقی قرار دارد و براساس سرشماری مرکز آمار ایران در سال ۱۳۸۵، جمعیت آن ۳۹۱ نفر (۷۶خانوار) بوده‌است.